# Lijst van personen uit Hasselt (België)
Deze lijst van Hasselaren geeft een overzicht van bekende personen die in de Belgische stad Hasselt zijn geboren, wonen, hebben gewoond of een andere betekenisvolle band met de stad hebben.

## Bekende personen
- Djef Anten (1851-1913), kunstschilder en schepen van de stad
- Giljom Ballewijns (1875-1944), kunstschilder
- Caroline Bastiaens (1976), politica
- Jan Baptist Bellefroid (1888-1971), Vlaams activist
- Joannes Henricus Paulus Bellefroid (1869-1959), rechtsgeleerde en hoogleraar, Vlaams activist
- Kurt Bikkembergs (1963), componist en dirigent
- Guy Bleus (1950), kunstenaar
- Bram Castro (1982), voetballer
- Bert Champagne (1937-2010), acteur
- Hanne Claes (1991), atlete
- Hilde Claes (1967), burgemeester, politica
- Willy Claes (1938), socialistisch oud-politicus en oud-secretaris-generaal van de NAVO
- Arthur Coninx (1884-1942), schrijver, kunstschilder en muzikant
- Pierre Cox (1915-1974), kunstschilder
- Jordy Croux (1994), voetballer
- Adrien de Gerlache (1866-1934), zuidpoolreiziger
- Casper De Norre (1997), voetballer
- Hanne Decoutere (1980), journaliste en nieuwsanker
- Paul Douliez (1905-1989), componist, pianist, dirigent en auteur
- Hubert Droogmans (1858-1938), politicus
- Timothy Durwael (1991), voetballer
- Hannelore Knuts (1977), topmodel
- Hannelore Desmet (1989), hoogspringster
- Brecht Evens (1986), stripauteur
- Jos Ghysen (1926-2014), radio- en televisiefiguur, auteur van verscheidene boeken
- Mieke Gorissen (1982), atlete
- Bartholomé Grisar (1800-1885), dokter en wetenschapper
- Vicky Gruyters (1958), grafisch kunstenaar
- Godfried Guffens (1823-1901), kunstschilder
- Clara Haesaert (1924-2018), dichteres
- Alex Hagelsteens (1956), atleet
- Stijn Helsen (1973), kledingontwerper
- Alfons Jeurissen (1874-1925), schrijver
- Jee Kast (1977), dichter
- Anthony Kumpen (1978), autocoureur
- Johan Leysen (1950-2023), acteur
- Ingeborg Marx (1970), atlete, powerliftster, gewichthefster, wielrenster
- Ive Marx (1967), econoom, hoogleraar Universiteit Antwerpen
- Ann Mercken (1974), atlete
- Paul Meyers (1921-2011), gewezen burgemeester en gewezen minister
- Simon Mignolet (1988), voetballer
- Jules Nagels (1829-1890), katholiek politicus en gewezen burgemeester
- Guillaume Nolens (1872-1941), gynaecoloog en bezieler van de Provinciale School voor Vroedvrouwen
- Lucien Nolens (1879-1954), kunstschilder
- Paule Nolens (1924-2008), kunstenares
- Regi Penxten (1976), producer Milk Inc
- Willy Polleunis (1947), atleet
- Axelle Red (1968), zangeres
- Francis Rombouts (1631-1691), burgemeester van New York
- Tony Rombouts (1952-1990), Belgisch voormalig profvoetballer
- Gwendolyn Rutten (1975), politica
- Paul Schollaert (1940-2024), priester en componist
- Paul Schruers (1929-2008), bisschop
- Matteo Simoni (1987), acteur/reporter
- Noël Slangen (1965), communicatieadviseur
- Bas Smets (1975), landschapsarchitect
- Erik Smets (1957), botanicus, hoogleraar aan de Universiteit Leiden en de Katholieke Universiteit Leuven
- Louis Stappers (1883), arts en natuurwetenschapper
- Steve Stevaert (1954-2015), politicus
- Stijn Stijnen (1981), voetballer
- Joseph Thonissen (1816-1891), katholiek politicus, Minister van Staat
- Hilde Vanhove (1964), jazzzangeres
- Wim Van Lishout (1931-2022), gewezen schepen van de stad en directeur van Syntra, had een leidende functie in de Abdijsite Herkenrode
- Christel Van Schoonwinkel (1968), actrice
- Armand Schreurs (1952), columnist en poppenspeler
- Kris Van de Sande (1986), fotograaf
- Robert Vandereycken (1933), kunstschilder, tekenaar en beeldhouwer
- René Vandereycken (1953), profvoetballer en (bonds)coach
- René Vanstreels (1925-2010), componist, stadsbeiaardier, pianist en muziekpedagoog
- Max Verstappen (1997), Nederlands Formule 1-coureur
- Stijn Vreven (1973), voetballer
- Dokter Willems (1822-1907), ontdekker van het immuniteitsprincipe en ontwikkelaar van een eerste serum tegen longpest bij runderen
- Dana Winner (1965), zangeres